# Brasão de Teresina
O Brasão de Teresina é um símbolo de Teresina, município do estado do Piauí, Brasil. 

## Descrição
A coroa-mural dourada, acima do escudo, é peça utilizada na heráldica municipal (também denominada "civil") do Brasil como convenção para capitais de estado. Apesar de algumas exceções, várias capitais brasileiras adotam a mesma peça, não tendo esta necessariamente que seguir um padrão gráfico ou estilo único, contanto que possua cinco torres visíveis, contendo cada torre uma porta, preenchida em preto (sable), e a cor amarelo-escura ou dourada para sua reprodução.
O tipo de escudo adotado por Teresina recebe o nome de "somático", incomum na heráldica portuguesa e brasileira. Estas adotam por padrão o chamado "escudo redondo" (exemplo: escudo do brasão da cidade de São Paulo).
O escudo somático é mais apropriado para a heráldica francesa, que dele muito se utiliza. O que provavelmente ocorre no caso de Teresina é que, no momento de confecção do brasão, o autor das armas da cidade orientou-se por um período de fins do século XVIII e início do século XIX onde a heráldica lusa, e por conseguinte a brasileira, sofreram enorme influência estilística francesa. Tal fase é considerada por Almeida Langhans como "período ruim para a confecção brasonária portuguesa".
No escudo encontramos em chefe (parte superior), ao centro, o primeiro brasão de armas da cidade. Em Heráldica, é regra não eliminar símbolos antigos ou reformados. Estes devem permanecer, na íntegra ou estilizados, em parte ou ocupando todo o novo brasão. Sendo assim, mantém-se o primeiro brasão da cidade, neste caso, na íntegra. Outro exemplo no Brasil é o de São Luís, capital do Maranhão, que mantém seu brasão original incluso no atual, só que neste caso, em forma estilizada.
Ao fundo do escudo temos a cor prata, símbolo heráldico de força, grandeza, mando, nobreza, riqueza, esplendor e glória. Em subchefe (parte inferior) do escudo, temos o azul com pequenas ondas em prata, representação do rio Poti, responsável pela origem e pelo primeiro nome da cidade (Vila Nova do Poti).
As âncoras em dourado com cordas brancas, bem como os remos em preto, que têm a função de tenentes do brasão, seguem fazendo alusão ao mesmo curso d´água, tão importante para a manutenção e desenvolvimento da cidade.
Finalmente, temos em vermelho (goles) o listel (faixa abaixo do escudo). Inscrito no listel, em letras brancas, o nome da cidade e a data de sua fundação (16-08-1852).

## Brasão anterior
Seguindo regra de heráldica onde o brasão, mesmo reformado, mantém referências a seu emblema original, o brasão atual de Teresina contém o primeiro utilizado pela cidade, tal como fazem as cidades de São Luís, Cuiabá, Belém, Rio de Janeiro e o estado de Alagoas.

## Usos na gestão municipal
Além de ser utilizado nos papeis oficias, em 2012, a lei municipal nº 4.272, de 10 de maio de 2012, de autoria do vereador Renato Berger e sancionada pelo então prefeito Elmano Férrer fez a seguinte determinação:
Att. 1º. Fica estabelecido que o Brasão do Município de Teresina seja a logomarca (timbre), permanente em todas a administrações municipais. Esta lei foi publicada na edição numero 1458 do Diário Oficial do Município de Teresina, datado de 25 de maio de 2012.